# Spargania rutila
Spargania rutila är en fjärilsart som beskrevs av Max Joseph Bastelberger 1911. Spargania rutila ingår i släktet Spargania och familjen mätare. Inga underarter finns listade i Catalogue of Life.